# سخران (حبيش)

تعديل مصدري - تعديل

سخران محلة تابعة لقرية عدن مسقل، التابعة لعزلة نقيل العقاب بمديرية حبيش إحدى مديريات محافظة إب في الجمهورية اليمنية، بلغ تعداد سكانها 167 حسب تعداد اليمن لعام 2004.